# Маркова река
Маркова река (на македонска литературна норма: Маркова Река) е река в северната част на Северна Македония, десен приток на Вардар. Реката е дълга 30 km, минава през областта Торбешия и се влива във Вардар в град Скопие.

## Течение
Маркова река извира от планината Караджица (южно от връх Пепеляк и северно от връх Убава (Убово)) и тече в посока на север, добивайки вода от своя пръв ляв приток, карстовия поток Патишка река. След големия пад на реката, край селото Маркова Сушица в близост на Марковия манастир „Свети Димитър“ навлиза в равниния дял на своята долина, където нейното течение създава меандри, в които често в летния период губи доста вода в пясъка. В долината на Маркова река се вливат нейните три по-малки десни притоци Умовска, Цветовска река и Батинчица. Протичайки край селата Варвара и Батинци, непосредно край Драчево, Маркова река навлиза в Скопското поле и течейки през алувиална равнина край Горно Лисиче се влива във Вардар.
Максимумът на Маркова река е най-често в ранната пролет по времето на топене на снеговите на Караджица и Якубица и тогава нивото ѝ се вдига от 2 дo 4 метра. В този период доста чести се и излизанията от коритото и наводнения особено на селото Батинци, в близост на което има пясъчни кариери (бетови бази), които изменят течението на реката. Най-ниското ниво е през лятото.

## Име
Произходът на името на Маркова река се свързва с народния епос за средновековния владетел Крали Марко, който е чест герой в българското, македонското и сръбско народно творчество и съществуват и голям брой топоними, свързани с него като Марковия манастир и селото Маркова Сушица в непосредствена близост на Маркова река.

## Стопански възможности
В петдесетте години на ХХ век, тогавашната Драчевска община прави план за свързване на водите на Кадина река с Маркова река за напояване на 3000 хектара земеделска земя в полето около Драчево. Този план предвижда два начина за осъществяване на идеята: чрез прокопаване на тунел дълъг 1200 метра или чрез система от канали с лек и естествен пад на водите. Днес водите на Маркова река единствено се използват за напояване на нивите с пшеница и овощните градини в селата Варвара и Маркова Сушица, водопой на стоката в селата в горното течение (Маркова Сушица, Малчище), како и за производство на пясък за бетон в селото Батинци.